# Hempel - a Global Entrepreneur
Hempel - a Global Entrepreneur er en dansk dokumentarfilm fra 2006 instrueret af Lasse Jensen.